# Mu Arietis
Désignations
Mu Arietis (en abrégé μ Ari) est une étoile multiple de la constellation du Bélier. Elle se situe à 340 ± 30 a.l. (∼ 104 pc) de la Terre et possède une magnitude apparente combinée de 5,74. Selon l'échelle de Bortle, elle est faiblement visible à l'œil nu dans le ciel nocturne.
Au cœur du système se trouve une paire en orbite rapprochée, composée d'une étoile blanche de la séquence principale de magnitude 6,38 et de type spectral A0Vp, et d'une étoile jaune-blanc de la séquence principale de magnitude 8,38 et de type spectral F2V. Ces deux composants ont une séparation angulaire de 0,04 seconde d'arc. La troisième composante est une étoile blanche de la séquence principale de magnitude de 6,72 et de type spectral A1V, et elle orbite autour des deux premiers composants avec une période de 8,845 ans et une excentricité de 0,34. Une quatrième composante plus faible, de magnitude 12,2, est présente à une séparation angulaire de 19,1 secondes d'arc.